# Västergården
Västergården är en bebyggelse i Kinna socken i Marks kommun i Västergötland, belägen strax norr om Skene. Området var före 2015 avgränsat till en småort för att därefter räknas som en del av tätorten Kinna.